# Dhúpgarh
Dhúpgarh je nejvyšší hora v pohoří Sátpurá v Indii. Nachází se u horské stanice Pachmarhi ve výšce 1 350 m n. m. Je to také nejvyšší bod ve státě Madhjapradéš.